# لیانولا هلاگاما
لیانولا هلاگاما (به لاتین: Liyanwela Helagama) یک منطقهٔ مسکونی در سری‌لانکا است که در استان مرکزی (سری‌لانکا) واقع شده‌است.